# 강화 노씨
강화 노씨(江華魯氏)는 인천광역시 강화군을 본관으로 하는 한국의 성씨이다.
시조 노용신(魯龍臣)은 고려 명종 때 이부상서(吏部尙書)를 지내고 고종 때 몽골이 침입하여 강화(江華)로 천도할 때 강화현령(江華縣令)으로 공을 세워 강화군(江華君)에 봉해졌다.

## 기원
중국사기(中國史記) 노주공세가(魯周公世家) 편에 주나라 초대 무왕(武王)은 동생인 주공희단(周公姬旦)을 곡부에 책봉하여 노국노공(魯國魯公)으로 봉하였으나 봉지에 가지 않고 자신의 형인 무왕(武王)을 보좌하였다. 무왕이 일찍 타계하여 나이 13세 된 어린 조카가 제2대 성왕(成王)으로 오르니 어린 성왕을 보좌하지 않을 수 없어 봉지에 가지 못했다. 성왕 원년에 주공희단의 장남 백금(伯禽)을 대신 노나라 제후에 책봉하고 노국노공(魯國魯公)으로 봉하니 노나라 제1대 군주가 되었으며 노씨(魯氏) 성의 시원(始源)이 되었다.
강화노씨 시조(始祖) 노중련(魯仲連)은 기원전 222년 중국 전국시대 제(齊)나라 사람으로 외교에 능통했다. 당시 일체변사 또는 종횡가로 불렸던 유세가(遊說家)의 한 사람이며 세속에 구속되지 않는 풍류명사(風流名士)로 제자백가의 사상을 융합하여 당시 포악무도한 진(秦) 나라의 침략으로 어려움에 처해있는 조(趙)나라 평원군(平原君)을 비롯하여 진(秦)으로부터 침략을 받고 있는 여러 제후들에게 뛰어난 지략으로 해결해주었다. 이에 각국 제후들이 도움을 받은 사례로 봉지를 내리거나 천금을 내놓았으나 노중연의 말은 “천하에서 선비가 귀하게 여겨지는 까닭은 다른 사람의 걱정을 덜어주고 재앙을 없애주며 다툼을 풀어주고도 보상을 받지 않기 때문이다” 하고 모두 사양했다. 전국시대 각국에서는 노중연(魯仲連)을 세기적 천하사(世紀的 天下士)라 호칭하고 극찬하였다고 중국 사기열전(史記列傳)에서 전한다. 시조 노중연의 손자 노계(魯啓)가 기자조선 애왕조에 들어와 부교사도(敷敎司徒)가 되어 팔조지교 법금(法禁) 예악(禮樂) 살인(殺人) 투도(偸盜) 금간(禁姦) 시서(詩書) 홍화(弘化)와 정전제법(井田制法)을 바로 세우고 인륜도덕(人倫道德)을 계시(啓施)한 위업의 공덕으로 41대 애왕조(哀王朝) 기원전 195년에 강화군(江華君) 고갑비(甲比)에 봉해졌다는 전설이 강화 노씨 문중에 전해 온다.

## 역사
강화 노씨 중시조 노용신(魯龍臣)은 고려 명종 때 이부상서(吏部尙書)를 지내고 고종 때 몽골이 침입하여 강화(江華)로 천도할 때 강화현령(江華縣令)으로 공을 세워 강화군(江華君)에 봉해졌다.
노용신의 아들 노유(魯維)는 고려시대에 상서(尙書)를, 손자 노충(魯沖)은 지추밀원사(知樞密院事)를, 증손 노몽량(魯夢良)은 평장사(平章事)를 역임하였다.

## 분파
강화 노씨(江華 魯氏)는 노충의 8세손을 파조로 하여 6개의 파로 나뉘었는데 노인호(魯仁好)는 병사공파(兵使公派), 노인지(魯仁止)는 감사공파(監司公派), 노인복(魯仁復)은 한림공파(翰林公派), 노인철(魯仁喆)은 현감공파(縣監公派), 노인언(魯仁彦)은 감찰공파(監察公派), 노계원(魯繼元)은 부사공파(府使公派)의 파조가 되었다.

## 인물
- 노춘근(魯春根) : 아버지는 참의 노신손(魯伸孫)이다. 임진왜란이 일어나자 집안의 종을 이끌고 이순신(李舜臣) 휘하에 들어가 당포해전에 참가하여 전공을 세웠다. 그 뒤에도 해전에 참가하여 화살이 떨어지자 적장을 안고 바다에 뛰어들어 전사하였다. 임진왜란이 끝난 뒤에 정문이 세워지고, 선무원종공신(宣武原從功臣)에 책록되어 병조참판에 추증되었다.
- 노차태(魯且泰 1929년 ~ 2001년) : 제11대 국회의원
- 노흥준(魯興俊, 1945년 ~ ) : 제13대 국회의원
- 노인식(魯寅植, 1951년 ~ ) : 前 삼성중공업 대표이사 사장. 삼성경제연구소 인적자원개발담당 사장.
- 노회찬(魯會燦, 1956년 ~ 2018년) : 제17·19·20대 국회의원

## 과거 급제자
강화 노씨는 고려시대 문과 급제자 2명, 조선시대 무과 급제자 3명을 배출하였다.
고려 문과
노서(魯舒) 노인복(魯仁復)
무과
노이장(魯爾章) 노정신(魯廷臣) 노정철(魯廷哲)
생원시
노규태(魯奎泰) 노석중(魯碩重) 노순석(魯順碩)
진사시
노연(魯璉) 노태첨(魯泰瞻)